# Özgür Özkaya
Özgür Özkaya (sinh 8 tháng 2 năm 1988) là một cầu thủ bóng đá Thổ Nhĩ Kỳ thi đấu ở vị trí hậu vệ cho Gaziantep BB.